# 蔡榮祐
蔡榮祐（1944年—），臺中市霧峰區人，陶藝家，2011年獲得國家工藝成就獎。

## 生平
蔡榮祐1944年出生於臺中霧峰本堂村的佃農家庭，五年制農校畢業，原從事印刷廠工作，對繪畫有興趣。因病失業後，決心走向美術；1966年前往「壽峰美術社」向畫家侯壽峰學習膠彩畫。1968年，獲「臺陽美展」「峰山獎」。1975年，向製陶師楊連科學習製作陶器。1976年為精進陶藝，北上向陶藝家邱煥堂學習造形技藝，1977年向林葆家學習釉藥。1977年5月，蔡榮祐回到霧峰成立「廣達藝苑」陶藝工作室，次年起接連三年入選義大利國際現代陶藝展。1979年，在臺中市文化中心策辦「蔡榮祐陶藝展」，完成首次大型個人展覽，之後陸續於臺北、桃園、臺中、豐原、南投、臺南、高雄、澎湖、霧峰等地舉辦多場個展。1982年起，連續三年獲得臺灣省美展美工設計類獎項，為首位取得省美展永久免審作家資格的工藝家，同年入選第8屆法國華樂利市國際現代陶藝雙年展。1983年當選全國十大傑出青年金手獎，1987年獲陶藝貢獻獎，1989年獲國立歷史博物館榮譽金章。2004年獲中興文藝獎章，並獲國立臺灣工藝研究所（今國立臺灣工藝研究發展中心）遴選「廣達藝苑」為臺灣工藝之家。2011年，獲得「國家工藝成就獎」。

## 作品
蔡榮祐作品創作題材多來自日常生活體悟，如「圓滿」、「憨厚」、「惜福」、「親情」、「耿直」、「捨得」、「盤與缽」、「方圓憨厚」、和「包容」系列等。
- 《親情》1981年國立臺灣美術館藏，三十六屆全省美展美工類第二名[5]。
- 《思秋》1989年國立歷史博物館藏，造型缽型陶色[6]。
- 《圓滿》1991年國立臺灣工藝研究發展中心藏，採用新竹北埔原礦土，釉色溫潤樸實[7]。
- 《憨厚系列-甘露》2000新北市立鶯歌陶瓷博物館藏[8]。
- 《包容21》2012國立臺灣工藝研究展中心藏，圓形拉坏，利用土與釉藥的冷卻收縮度不同，形成斑紋流釉[9]。